# Duman
Duman est un groupe de rock turc. Le groupe est composé de Kaan Tangöze, Batuhan Mutlugil, Ari Barokas et Cengiz Baysal. Le groupe est influencé par le rock, le grunge et la musique « traditionnelle » turque.
Kaan commence à écrire des chansons alors qu'il vit à Seattle au début des années 1990. Il joue dans le groupe Mad Madame. Kaan revient ensuite en Turquie, il forme un groupe avec Ari Barokas, qui joue alors dans Blue Blues Band, et avec Batuhan Mutlugil. Duman sort alors sa première chanson, Halimiz Duman.
Le groupe cherche un batteur mais ne trouve personne et embauche Alen Konakoğlu sur les albums studio.
Duman fait paraître son premier album studio Eski Köprünün Altında en 1999, puis le deuxième, Belki Alışman Lazım en 2002. Ces deux albums sont de gros succès en Turquie et Duman devient la tête de file d'une nouvelle génération de groupes de rock. En 2004, leur album live Konser paraît et le groupe est le premier groupe de rock turc à publier un live en DVD. Le quatrième album, Seni Kendime Sakladım sort en 2005.
En 2009, Duman fait paraître deux albums : Duman I et Duman II. Cengiz Baysal est aussi officialisé dans son rôle de batteur du groupe.

## Composition
- Kaan Tangöze : chant et guitare
- Batuhan Mutlugil : guitare et chœur
- Ari Barokas : basse et chœur
- Cengiz Baysal : batterie (depuis 2009)